# 希蒙·茹尔科夫斯基
希蒙·茹尔科夫斯基（波蘭語：Szymon Żurkowski，1997年9月25日—），波兰男子足球运动员，司职中场。現時被意乙球隊史柏斯亞外借至意甲球隊安玻里。波蘭國家足球隊成員。他曾代表波兰国家队参加2022年国际足联世界杯，结果队伍止步十六强赛。